# برنامج التعيين المتقدم
برنامج التعيين المتقدم أو برنامج التنسیق المتقدم (بالإنجليزية: Advanced Placement program)‏ ھو برنامج تعلمي في الولایات المتحدة وكندا تم إنشاؤه من قبل مجلس الكلية، ویقدم مناھج وامتحانات علی مستوى الکلیة لطلاب المدارس الثانویة. وتمنح العديد من الكليات والجامعات الأمريكية حق الالتحاق بها للطلاب الحاصلين على درجات عالية في امتحانات البرنامج. وقد تم إنشاء مناهج برنامج التعيين المتقدم في المواد المختلفة من قبل فريق من الخبراء والمعلمين على مستوى الكلية في مجال الدراسة. يجب أن تتم مراجعة الدورة التدريبية من قبل مجلس الكلية للتأكد من استيفائها لمنهج التعليم المهني.